# Trindade do Sul
Trindade do Sul is een gemeente in de Braziliaanse deelstaat Rio Grande do Sul. De gemeente telt 6.105 inwoners (schatting 2009).